# Distretto di Martigny
Il distretto di Martigny (in tedesco Martinach) è un distretto del Canton Vallese, in Svizzera. Confina con i distretti di Saint-Maurice a nord-ovest, di Conthey a nord-est, di Entremont a sud, con il Canton Vaud (distretto di Aigle) a nord e con la Francia (dipartimento dell'Alta Savoia nel Rodano-Alpi) a ovest. Il capoluogo è Martigny.

## Comuni
Amministrativamente è diviso in 10 comuni:
- Bovernier
- Fully
- Isérables
- Leytron
- Martigny
- Martigny-Combe
- Riddes
- Saillon
- Saxon
- Trient

### Fusioni
- 2021: Charrat, Martigny → Martigny